# Harley Knoles
Harley Knoles est un réalisateur, scénariste et producteur britannique né le 4 juin 1880 à Rotherham (Royaume-Uni), mort le 6 janvier 1936 à Londres (Royaume-Uni).

## Biographie
Il fut marié à l'actrice Pinna Nesbit.

## Filmographie

### Comme réalisateur
- 1915 : The Master Hand
- 1915 : The Greater Will
- 1916 : The Devil's Toy
- 1916 : The Supreme Sacrifice
- 1916 : His Brother's Wife
- 1916 : Miss Petticoats
- 1916 : The Gilded Cage
- 1916 : Achetée et payée (Bought and Paid For)
- 1917 : A Square Deal
- 1917 : The Social Leper
- 1917 : The Page Mystery
- 1917 : The Stolen Paradise
- 1917 : The Price of Pride
- 1917 : Souls Adrift
- 1917 : The Little Duchess
- 1917 : The Burglar
- 1917 : Adventures of Carol
- 1917 : The Volunteer
- 1918 : The Oldest Law
- 1918 : The Gates of Gladness
- 1918 : Paternité (Wanted: A Mother)
- 1918 : Stolen Orders
- 1918 : The Cabaret
- 1918 : L'Accalmie (Little Women)
- 1919 : Bolshevism on Trial
- 1920 : Flétrie (Guilty of Love)
- 1920 : The Great Shadow
- 1920 : Les erreurs qui se paient (The Cost)
- 1920 : Half an Hour
- 1920 : Une aventurière (A Romantic Adventuress)
- 1921 : Carnival
- 1922 : The Bohemian Girl
- 1926 : Lew Tyler's Wives
- 1926 : Oh, Baby!
- 1927 : Land of Hope and Glory
- 1928 : The White Sheik
- 1928 : The Rising Generation

### Comme scénariste
- 1934 : Irish Hearts
- 1922 : The Bohemian Girl

### Comme producteur
- 1931 : Carnival